# Lilium cernuum
Lilium cernuum là một loài thực vật có hoa trong họ Liliaceae. Loài này được Kom. miêu tả khoa học đầu tiên năm 1901.